# 托克尔·克林贝里
托克尔·克林贝里（瑞典語：Torkel Klingberg，1967年—）是一位瑞典认知神经科学家，现为斯德哥尔摩卡罗林斯卡学院教授，他对玩N-back等记忆游戏的研究测试了其有效性的争议，主要作品有《超负荷的大脑：信息过载与工作记忆的极限》（The Overflowing Brain: Information Overload and the Limits of Working Memory）等。